# Aeroporto de Crateús
O Aeroporto Regional de Crateús - Doutor Lúcio Lima (ICAO: SNWS, IATA, CTS) está localizado no município de Crateús, no estado do Ceará. na Rodovia Estadual CE-187, Bairro Campo Velho distante 5km do centro da Cidade. Denomina-se Aeroporto regional pelo fato de atender 20 cidades em dois estados diferentes (Ceará e Piauí), ajudando o estado cearense movimentar mais de 24 mil passageiros ao mês. Com um movimento intenso de aeronaves de pequeno porte e médio, o aeroporto de Crateús é de total e fundamental importância para os empresários que possuam aeronave ou utilizem o táxi aéreo. Foi reinaugurado no dia 18 de fevereiro de 2020.  Possui uma pista de 1500m de asfalto. Tem área de embarque e desembarque de passageiros dotada de raios-x de raquete (mão), de corpo e bagagem de mão, é todo climatizado, dotado de porta automática, pequenos quiosques, uma lanchonete e um terraço panorâmico climatizado. Geralmente recebe aviões de pequeno porte como Caravan, Brasília e Bandeirante, operados por empresas de táxi aéreo.

## Reforma
É um dos 9 aeroportos do estado do Ceará incluídos no PDAR – Plano de Desenvolvimento da Aviação Regional, do Governo Federal, criado em 2012. Um total de 363 milhões de reais foi destinado para o estado.

## Segurança aeroportuária

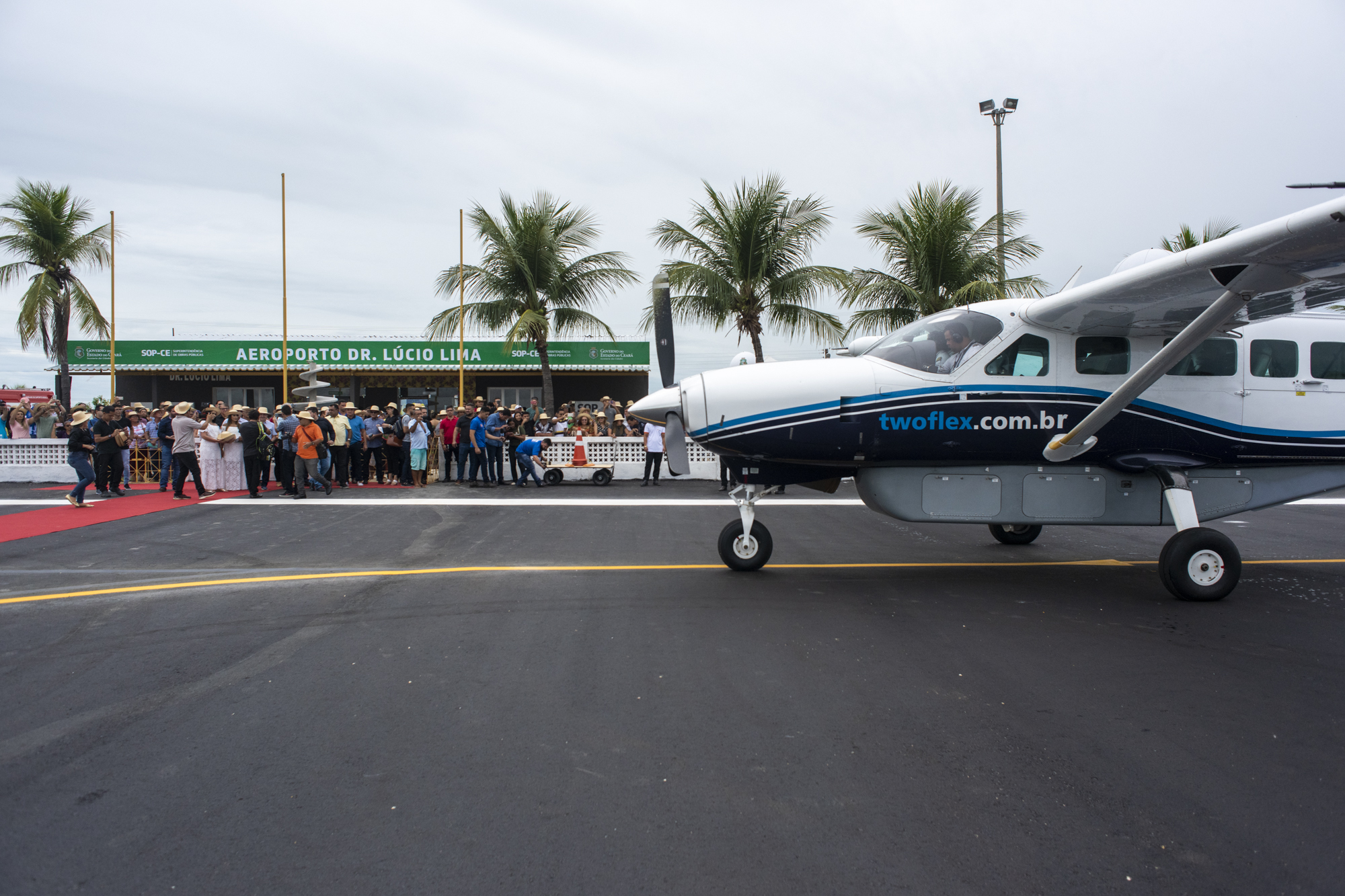
Voo inaugural da Two Flex em pareceria com a Gol Linhas Aéreas utilizando aeronave modelo Cessna Grand Caravan.

O Aeroporto Regional de Crateús possui vigilância armada durante 24 horas, realizada por empresas terceirizadas, instalações para Corpo de Bombeiros. Seu nível de segurança é de categoria cinco (5).

## Características
- Latitude: 5º12'40 s
- Longitude: 40º42'15 w
- IATA: CTS
- ICAO: SNWS
- Altitude: 315 metros
- Terminal de passageiros:
- Pista: 1500 m
- Piso: A
- Sinalização: S
- Cabeceiras 08/26
- Tipo de operação: VRF Diurna/Noturna

## Distâncias aéreas
Ceará
- Fortaleza: 289 km
- Juazeiro do Norte: 273 km
- Sobral (Ceará): 175 km

Região Nordeste do Brasil
- São Luís do Maranhão: 488 km
- Natal (Rio Grande do Norte): 594 km
- Recife: 715 km
- Salvador: 894 km

Região Norte do Brasil
- Belém (Pará): 961 km
- Manaus:  2157 km
- Porto Velho: 2588 km
- Rio Branco: 3039 km

Região Centro-Oeste do Brasil
- Brasília: 1422 km
- Campo Grande: 2269 km
- Cuiabá: 2043 km
- Goiânia: 1572 km

Região Sudeste do Brasil
- Campinas: 2094 km
- Confins: 1640 km
- Galeão (Rio de Janeiro): 1975 km
- Guarulhos: 2117 km

Região Sul do Brasil
- Curitiba: 2431 km
- Florianópolis: 2630 km
- Foz do Iguaçu: 2699 km
- Porto Alegre: 2964 km